# Uromunna serricauda
Uromunna serricauda är en kräftdjursart som beskrevs av Mueller 1992H. Uromunna serricauda ingår i släktet Uromunna och familjen Munnidae. Inga underarter finns listade i Catalogue of Life.